# Scotopteryx omniconfluens
Scotopteryx omniconfluens är en fjärilsart som beskrevs av Bytinsky-salz 1937. Scotopteryx omniconfluens ingår i släktet backmätare, och familjen mätare. Inga underarter finns listade.